# 多马坦-当皮埃尔
多马坦-当皮埃尔（法語：Dommartin-Dampierre，法語發音：[dɔmaʁtɛ̃ dɑ̃pjɛʁ]）是法国马恩省的一个市镇，位于该省东北部，属于香槟沙隆区。该市镇于1967年由原市镇多马坦拉普朗谢特（Dommartin-la-Planchette）和欧沃河畔当皮埃尔（Dampierre-sur-Auve）合并而成。

## 地理
多马坦-当皮埃尔（49°4'23"N, 4°49'36"E）面积8.27 平方千米，位于法国大東部大區马恩省，该省份为法国东北部内陆省份，北起阿登省，西北接埃纳省，西南接塞纳-马恩省，南至奥布省，东南接上马恩省，东临默兹省。
与多马坦-当皮埃尔接壤的市镇（或旧市镇、城区）包括：阿尔热、布罗圣科耶尔、绍德方丹、埃利斯-多库尔、瓦尔米、瓦勒蒙。
多马坦-当皮埃尔的时区为UTC+01:00、UTC+02:00（夏令时）。

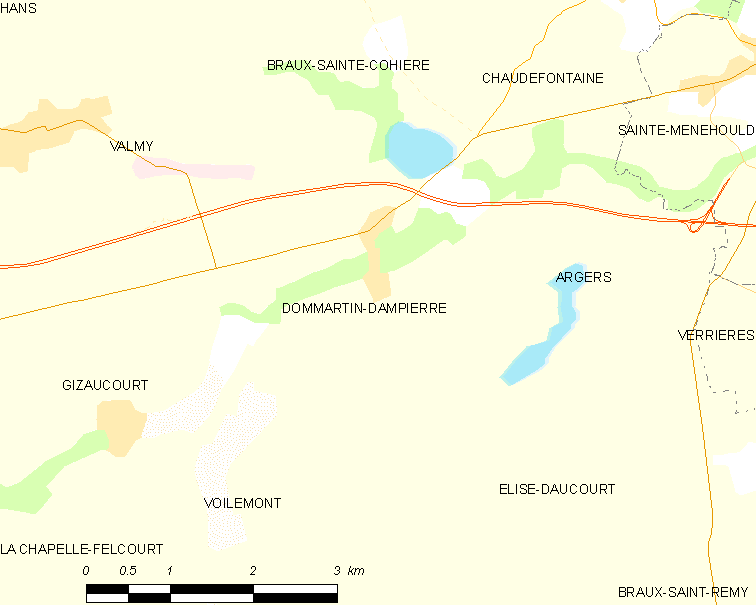
多马坦-当皮埃尔的OSM定位图

## 行政
多马坦-当皮埃尔的邮政编码为51800，INSEE市镇编码为51211。

## 政治
多马坦-当皮埃尔所属的省级选区为阿戈讷-叙普-韦勒县。

## 人口

1962-2008年间多马坦-当皮埃尔人口变化图示

多马坦-当皮埃尔于2022年1月1日时的人口数量为75人。